# Palacio de la Diputación Foral de Álava
El palacio de la Diputación Foral de Álava, en ocasiones referido también como palacio de la Provincia, está ubicado en la plaza de la Provincia de la ciudad española de Vitoria. Sede de la Diputación Foral de Álava, se utiliza también para las reuniones de las Juntas Generales.

## Descripción
Se sitúa en la parte oriental de la plaza de la Provincia, en el centro de Vitoria, capital de Álava. La construcción del edificio comenzó en 1833; se terminó hasta el primer piso en 1844, mientras que el segundo piso se concluyó en 1858. Toda la construcción es de piedra sillar y de estilo grecorromano, con una predominancia de los órdenes dórico, jónico y compuesto. El regio intercolumnio del ingreso está flanqueado por dos estatuas, obra del francés Carlos Imbert, que representan a los diputados generales Prudencio María de Verástegui y Miguel Ricardo de Álava.
El autor del proyecto y director de las obras del edificio —alentadas por Diego de Arriola y Esquível— fue Martín de Saracíbar. José Antonio de Garaizábal también había presentado proyecto, pero no resultó ganador. El salón de sesiones —«muy bello», en palabras de Colá y Goiti, que lo describe en su Guía de Vitoria— habría estado adornado con un gran Cristo de José de Ribera y otras seis estatuas de Imbert. En la capilla, asimismo, había otros dos cuadros de Ribera, un san Pedro y un san Pablo. En el jardín principal del palacio, que ocupa el centro de la plaza, se eleva la estatua en bronce de Mateo Benigno de Moraza.